# Кумджунг
Кумджу́нг (или Кхумджунг) — одно из основных селений в районе Кхумбу в административной зоне Сагарматха, восточный Непал.
Основное население Кумджунга — шерпы.

## География
Расположено на высоте 3780 м у подножия священной горы Кхумбила, 5761 м. Находится на территории Национального Парка Сагарматха, примерно в часе ходьбы от Намче-Базара.

## Инфраструктура
В Кумджунге работает интернет, есть стационарная и мобильная телефонная связь.
Электроснабжение обеспечивается малой гидроэлектростанцией «Thame — Namche Bazar» мощностью в 600 кВт, открытой в 1995 году вблизи Thame.

## Достопримечательности
Селение знаменито тем, что в местном буддийском монастыре (гомпе) находится «скальп снежного человека», а также тем, что в 1961 году с помощью Э. Хиллари — первого покорителя Эвереста здесь была открыта средняя школа.
Из Кумджунга открывается вид на вершину Ама-Даблам.
Попытка раскрыть тайну снежного человека в Кумджунге была проведена путешественником и журналистом Дмитрием Комаровым: в 2016 году он добыл волос со скальпа «скальпа снежного человека» и передал на экспертизу в израильскую лабораторию Galil Genetic Analysis. Анализ показал, что волос не является предметом биологического происхождения. Однако впоследствии образцы волоса отдали на повторный анализ украинской аналитической лаборатории компании «ОТАВА». Результаты подтвердили биологическое происхождение образца и показали, что его спектр совпадает со спектрами волос или шерсти и не является синтетическим материалом. Исследование показало, что морфологические признаки предоставленного волоса (формы и размера чешуек кутикулы и сердцевины) полностью совпадают с признаками шерсти гималайского серау (Capricornis thar), то есть гималайского горного козла.